# Ammortizzatore di sterzo

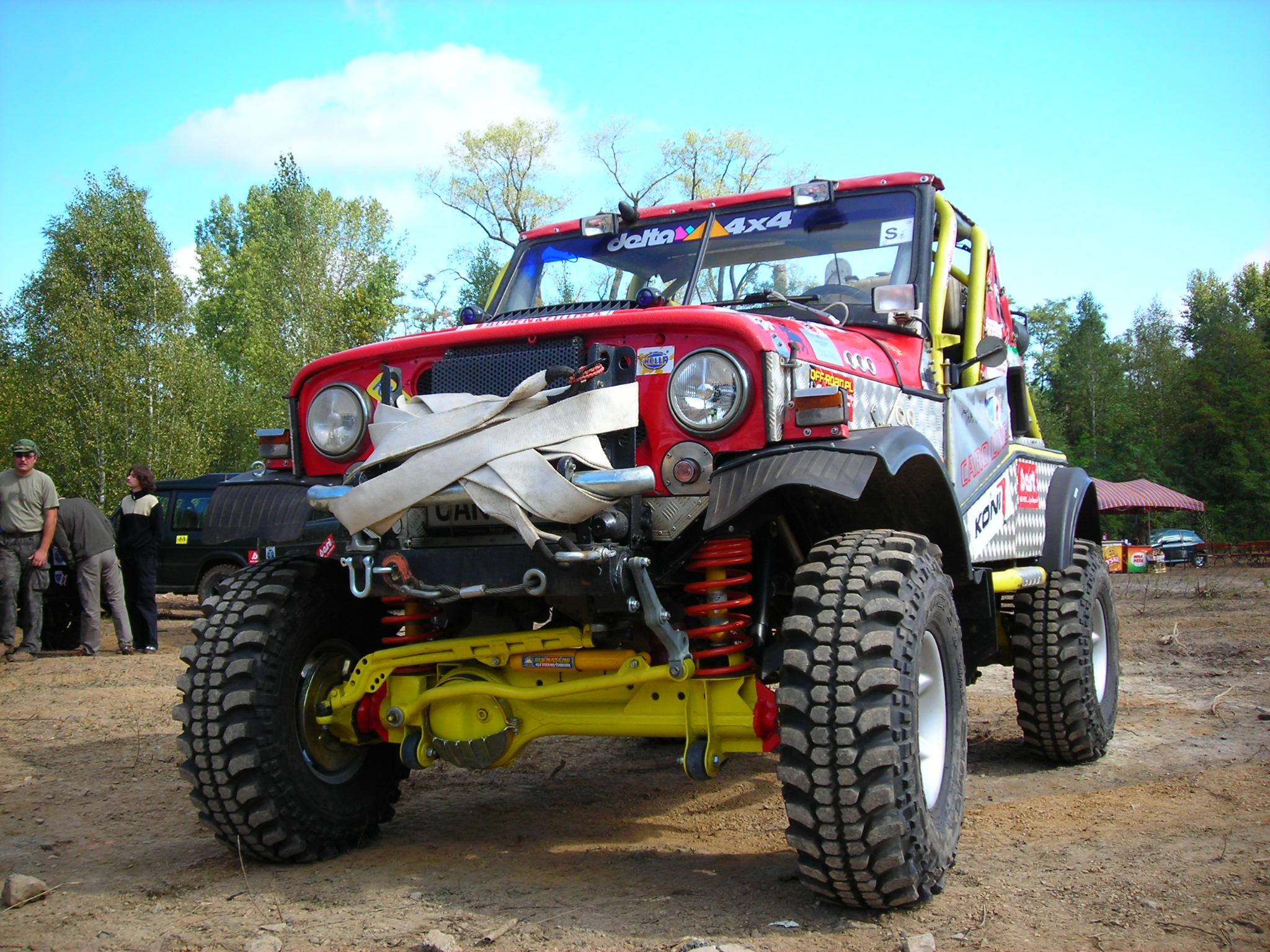
Fuoristrada con ammortizzatore di sterzo collegato alla barra di sterzo, è possibile vedere anche la barra Panhard

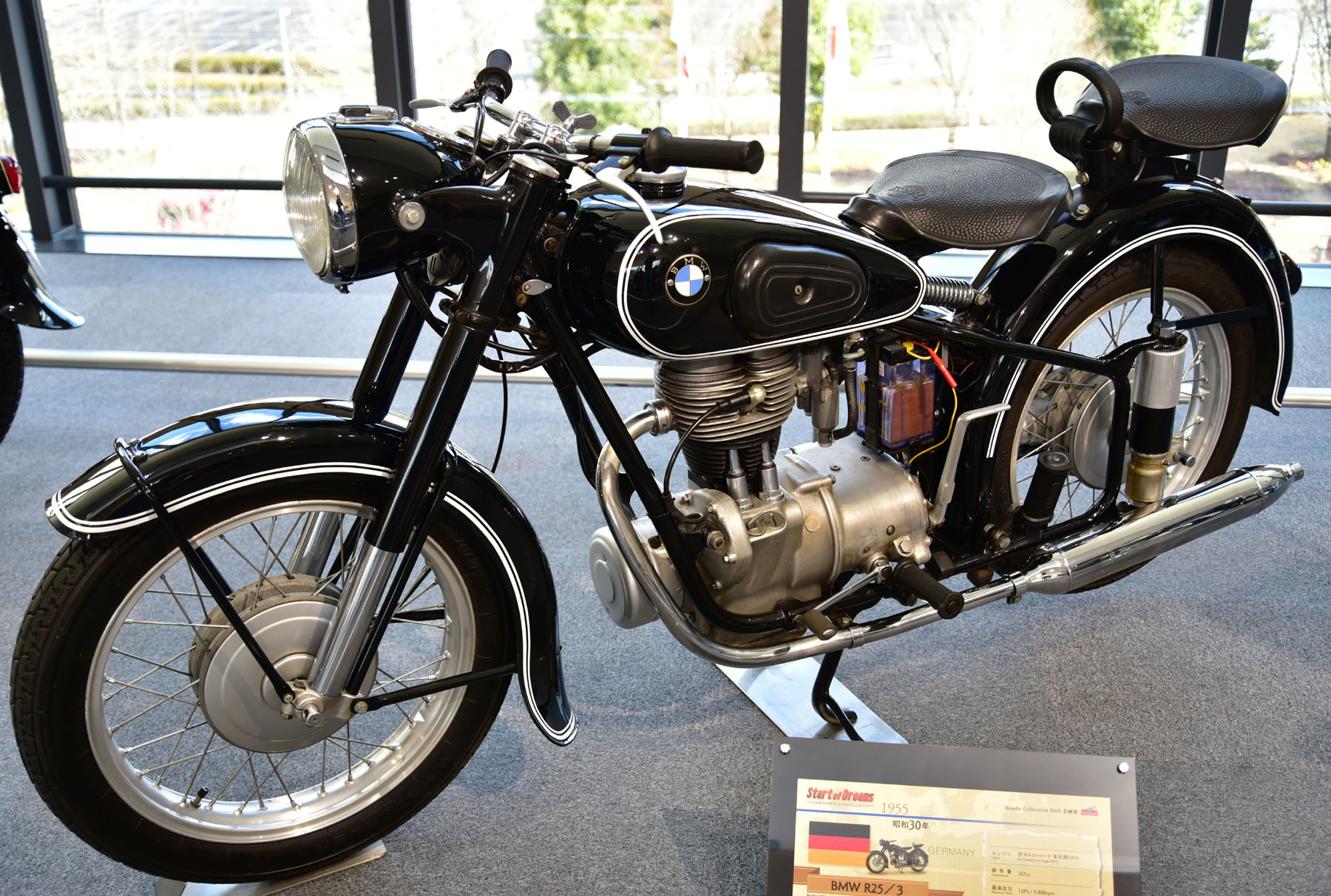
BMW R25/3, caratterizzata dalla presenza del frenasterzo, visibile dal pomello a galletto cromato, è visibile anche la piastra metalliche collegata al telaio e al cannotto di sterzo, su cui fanno forza i dischi in cuoio

L'ammortizzatore di sterzo o freno di sterzo è un dispositivo che ha il compito di smorzare la rotazione del manubrio di una moto o di un volante di un autoveicolo ma esistono ammortizzatori utilizzati su biciclette e fuoristrada. Nelle automobili l'applicazione più comune è stata quella sul VW Maggiolino.
L'ammortizzatore di sterzo ha soppiantato (ad eccezione di alcune applicazioni particolari e vintage) il precedente "frenasterzo" o "freno di sterzo", il quale veniva utilizzato già agli albori del motociclismo, come la BMW R32 del 1923 e che basava il suo funzionamento sull'attrito radente, alcune applicazioni prevedevano un azionamento remoto tramite manettino e cavo metallico, come nel caso della Sunbeam 90 500 sottocanna del 1928

## Descrizione & funzione
Si tratta di un ammortizzatore basato sui liquidi e con perno passante (per evitare l'effetto di auto-estensione nei modelli pressurizzati e facilitare la taratura), collegato solidalmente al telaio da una parte, mentre l'altra estremità viene collegata ad un organo dello sterzo.
L'ammortizzatore di sterzo ha il compito di ridurre la trasmissione di forze dalla ruota al manubrio o al volante, più precisamente le forze laterali che imprimono una rotazione della ruota e del relativo volante o manubrio, le quali altrimenti andrebbero a stressare le braccia del guidatore e possono indurre l'effetto wobble.
L'inconveniente dell'ammortizzatore di sterzo è l'effetto d'irrigidimento dello sterzo, che può essere controproducente in situazioni di curve in successione, motivo per cui tale sistema è quasi sempre del tipo regolabile o nel caso sia a taratura fissa esso ha generalmente uno smorzamento molto contenuto.

## Tipologia
Questi ammortizzatori possono essere di varia natura:
- Olio viscoso; l'azionamento dell'ammortizzatore agisce sul pompante che sposta l'olio viscoso da un lato all'altro dell'ammortizzatore attraverso un passaggio calibrato.
- Fluido Magneto-Reologico (MR)[5], la rotazione tra i due elementi (fisso e rotorico) muniti di alette (che fungono da estensioni polari) viene regolato da questo fluido che varia la sua resistenza tramite un campo magnetico, che può essere regolato e attivato in base alle varie situazioni e condizioni.

Il funzionamento dell'ammortizzatore può essere:
- Meccanico il funzionamento è esclusivamente basato sulle dimensioni fisiche e sulle caratteristiche dell'olio viscoso
  - Fisso elementi non regolabili
  - Regolabile elementi con possibilità di regolazione e quindi con intervento dell'ammortizzatore adattabile in base alle situazioni
- Elettronico il funzionamento è abbinato ad una centralina di controllo, che regola l'intervento dell'ammortizzatore, il quale può essere basato sull'olio viscoso o sul fluido Magneto-Reologico, a secondo se l'intervento della centralina agisce sui registi o sul liquidi stesso.

## Caratteristiche

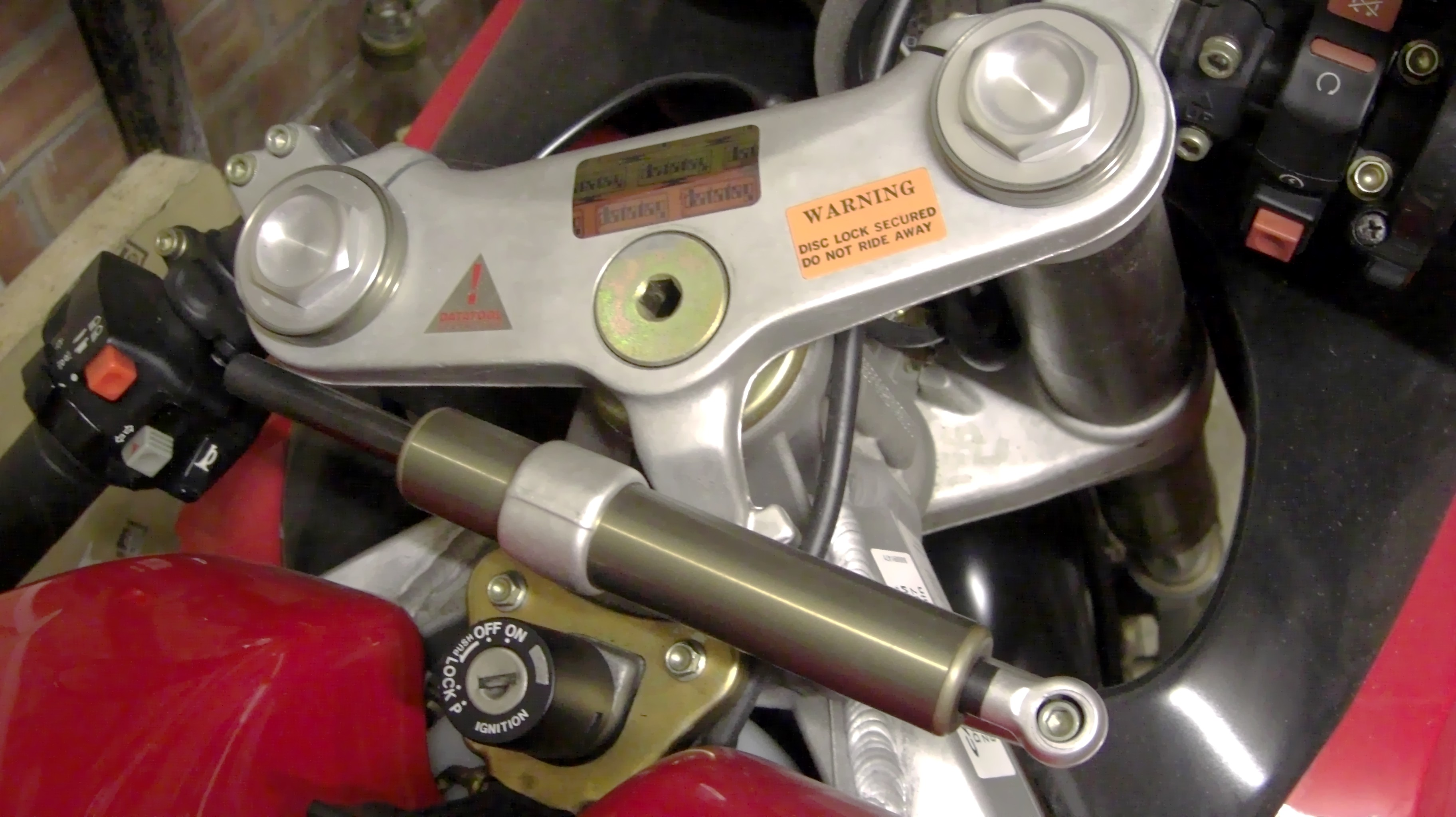
Ammortizzatore di sterzo lineare centrale

Gli ammortizzatori moderni possono essere di due tipi:
- Lineari, costituiti da una coppia cilindrica. La resistenza offerta da questi ammortizzatori muta al variare dell'angolo di sterzata, oltre che della velocità di rotazione, questo perché l'azione di allungamento non è costante con l'aumento dei gradi di rotazione, conferendo un minor allungamento ai massimi gradi di rotazione ad eccezione del posizionamento frontale dell'ammortizzatore (come nel caso del HPSD dell'Honda), dove in questo caso si ha il comportamento opposto.
- Angolari o rotativi, costituiti da due elementi (uno vincolato al telaio, l'altro vincolato al manubrio o la piastra superiore delle forcelle); l'elemento vincolato al telaio ruota sull'asse della forcella. Permettono un'azione ammortizzante costante a ogni angolo di sterzata e quindi in funzione della sola velocità di rotazione.

Sulle motociclette, gli ammortizzatori di sterzo possono essere disposti:
- Lateralmente, fissandone un'estremità al telaio e l'altra allo stelo o al fodero della forcella
- Centralmente, collegando un'estremità alla piastra della forcella e l'altra al telaio. Generalmente per il corretto fissaggio vengono utilizzati dei piccoli braccetti. Questi ammortizzatori possono essere montati "a vista" o al di sotto delle piastre forcella, in modo da essere nascosti alla vista.
- Frontale, soluzione poco diffusa, dove l'ammortizzatore è disposto anteriormente, collegando il cannotto con la piastra inferiore dello sterzo. Un ammortizzatore di questo tipo è stato il HPSD (Honda Progressive Steering Damper) nato nel 2008 e applicato sui modelli da cross Honda CRF 450 e CRF 250.[6]

Negli autoveicoli, l'ammortizzatore di sterzo è collegato alla scatola dello sterzo o agli snodi ad essa direttamente connessi ed al telaio.

## Regolazioni
Alcuni ammortizzatori possono consentire la regolazione del freno offerto a contrasto della rotazione dello sterzo. Possono essere disponibili anche regolazioni per il circuito dell'"alta velocità", che si aziona nelle rotazioni più violente.
Esistono modelli che consentono di stabilire il "fine corsa" dello sterzo rispetto alla posizione centrale o di "disinserire" il dispositivo in modo da utilizzare il volante in maniera libera.
Da ricordare anche gli ammortizzatori a controllo elettronico che vengono automaticamente regolati nel loro intervento da una centralina elettronica. Un esempio è l'ammortizzatore HESD (Honda Electronic Steering Damper) della Honda, che ha debuttato nel 2004

## Avarie
Per via della sua semplicità costruttiva quest'elemento non è soggetto a particolari avarie o difetti, ma che possono in ogni caso verificarsi, esse possono essere: punti di fissaggio allentati (con perdita di allineamento o scorrimento dell'ammortizzatore nelle sedi), olio degradato (alterazione delle caratteristiche viscose), perdita d'olio (funzionamento irregolare), parti interne allentate (funzionamento irregolare)